# Simtek S941
O Simtek S941 é um carro de Fórmula 1, projetado por Nick Wirth e Paul Crooks para a equipe Simtek, e usado durante a temporada de Fórmula 1 de 1994. Embora tenha sido o primeiro carro a competir sob o nome Simtek, a empresa já havia projetado um carro não construído para a BMW - este projeto formou a base do Andrea Moda S921. A Simtek também produziu um projeto para a equipe Bravo, de Jean Mosnier, que seria lançado em 1993, porém, a equipe nunca existiu. Existe certa semelhança entre alguns elementos da Andrea Moda de 1992 e a Simtek de 1994.

## Pilotos e patrocinadores

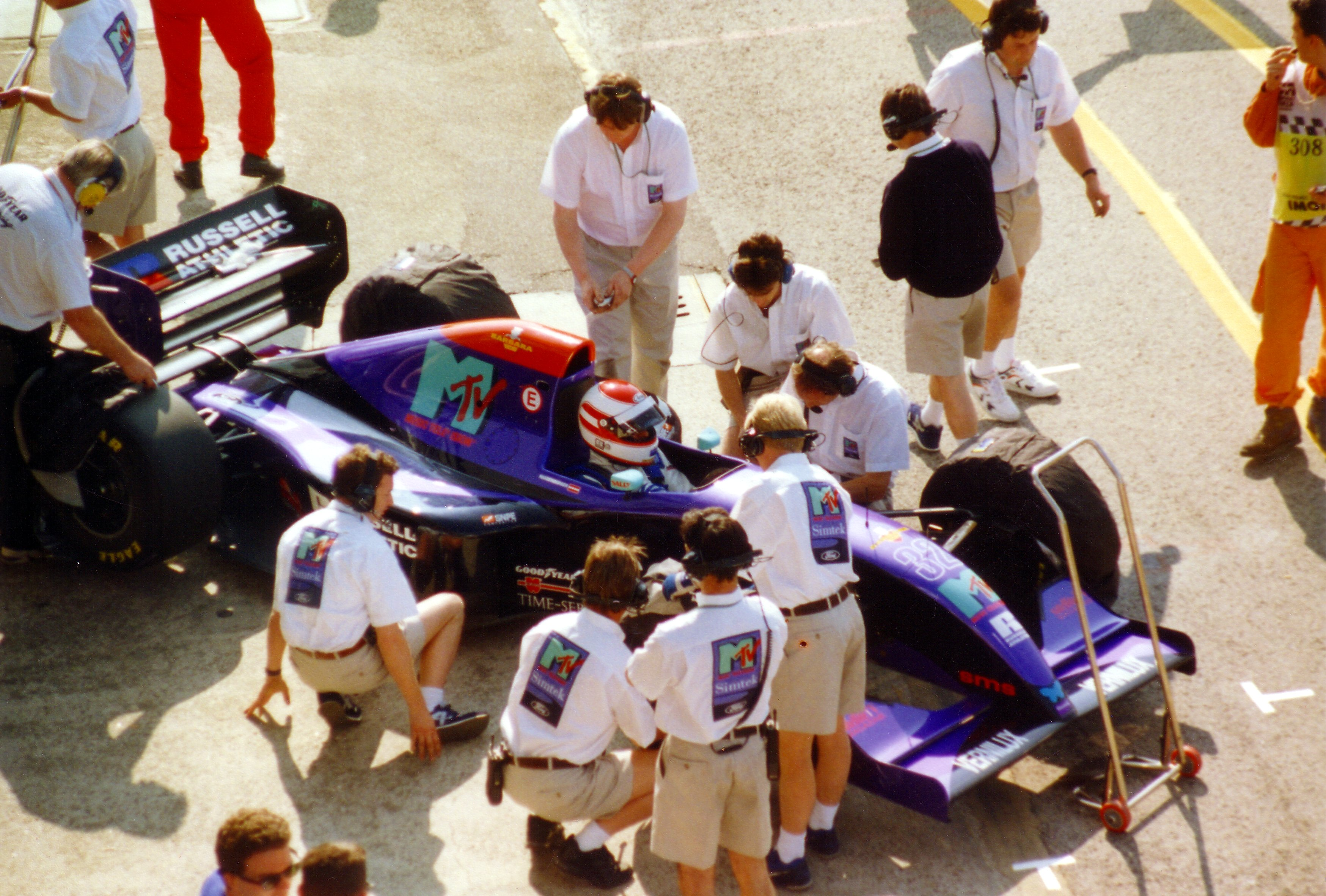
Carro de Ratzenberger, no GP de San Marino.

O primeiro carro foi pilotado por David Brabham durante toda a temporada. Roland Ratzenberger estava programado para dirigir o segundo carro nas primeiras cinco corridas, já que ele só podia pagar seu assento por elas até o momento, mas sua morte em Imola mudou os rumos da equipe. Andrea Montermini se envolveu em um acidente muito sério em sua primeira corrida com a equipe, na sessão de treinos do Grande Prêmio da Espanha. Isso deixou a equipe em sérias dificuldades financeiras. Durante o resto do ano, três outros pilotos estavam no segundo posto, incluindo Jean-Marc Gounon, Domenico Schiattarella e Taki Inoue. 
O principal patrocinador da Simtek foi o canal televisivo MTV, presente no carro em todas as corridas. Os patrocinadores secundários ao longo da temporada foram, principalmente, a marca de roupas esportivas Russell Athletic e a empresária monegasca Barbara Behlau.

## Motor
O motor era um Ford HBD6, um V8 aspirado naturalmente e muito semelhante ao utilizado pela Benetton B192, de duas temporadas anteriores. Faltava potência para competir com os motores Renault RS6 e Ford Zetec-R da época, porém, sofreu apenas três quebras durante toda a temporada, o que demonstrou a confiabilidade do motor.

## Temporada
O S941 e seus 7 pilotos finalizaram 12 de 32 corridas. Seu principal rival, o Pacific PR01, raramente se classificava, tendo o feito apenas 6 vezes de 32 possíveis. Não foram marcados pontos em sua temporada de estreia, e Jean-Marc Gounon marcou o melhor resultado da equipe, com o 9º lugar no GP da França, apesar de estar a quatro voltas do líder.

## Resultados[1]
(legenda) 
| Ano  | Chassi | Motor          | Pneus | N° | Pilotos                | 1   | 2   | 3   | 4   | 5   | 6   | 7   | 8   | 9   | 10  | 11  | 12  | 13  | 14  | 15  | 16  | Pontos | Posição  |  |
| ---- | ------ | -------------- | ----- | -- | ---------------------- | --- | --- | --- | --- | --- | --- | --- | --- | --- | --- | --- | --- | --- | --- | --- | --- | ------ | -------- |  |
|      |        |                |       |    |                        |     |     |     |     |     |     |     |     |     |     |     |     |     |     |     |     |        |          |  |
|      |        |                |       |    |                        | BRA | PAC | SMR | MON | ESP | CAN | FRA | GBR | GER | HUN | BEL | ITA | POR | EUR | JPN | AUS |        |          |  |
| 1994 | S941   | Ford HBE7/8 V8 | G     | 31 | David Brabham          | 12  | Ret | Ret | Ret | 10  | 14  | Ret | 15  | Ret | 11  | Ret | Ret | Ret | Ret | 12  | Ret | 0      | NC (13º) |  |
| 1994 | S941   | Ford HBE7/8 V8 | G     | 32 | Roland Ratzenberger    | NQ  | 11  | DNS |     |     |     |     |     |     |     |     |     |     |     |     |     | 0      | NC (13º) |  |
| 1994 | S941   | Ford HBE7/8 V8 | G     | 32 | Andrea Montermini      |     |     |     |     | NQ  |     |     |     |     |     |     |     |     |     |     |     | 0      | NC (13º) |  |
| 1994 | S941   | Ford HBE7/8 V8 | G     | 32 | Jean-Marc Gounon       |     |     |     |     |     |     | 9   | 16  | Ret | Ret | 11  | Ret | 15  |     |     |     | 0      | NC (13º) |  |
| 1994 | S941   | Ford HBE7/8 V8 | G     | 32 | Domenico Schiattarella |     |     |     |     |     |     |     |     |     |     |     |     |     | 19  |     | Ret | 0      | NC (13º) |  |
| 1994 | S941   | Ford HBE7/8 V8 | G     | 32 | Taki Inoue             |     |     |     |     |     |     |     |     |     |     |     |     |     |     | Ret |     | 0      | NC (13º) |  |